# Sally Comes Around
A Sally Comes Around Bonnie Tyler Silhouette in Red című albumának első kislemeze.

## A dalról
Tipikus Dieter Bohlen dal, amit Jennifer Blake álnéven írt. Tempós, dinamikus euro disco stílusú dal. Érdekessége hogy a Dél afrikai toplistán hetekig vezette az első helyet, de Németországban is felkerült a toplistákra. A kislemezen az album verzió mellett helyet kapott egy Unplugged Mix is.
A kislemez harmadik dala, a Cryin' a Little a nagylemezről lett kimásolva.

## Kislemez

### Sally Comes Around CD-single
| # | Dalcím                             | Zeneszerző    | Producer      | Hossz |
| - | ---------------------------------- | ------------- | ------------- | ----- |
| 1 | Sally Comes Around(Radio Mix)      | Dieter Bohlen | Dieter Bohlen | 3:38  |
| 2 | Sally Comes Around (Unplugged Mix) | Dieter Bohlen | Dieter Bohlen | 3:33  |
| 3 | Cryin' A Little                    | Dieter Bohlen | Dieter Bohlen | 3:35  |

### Sally Comes Around "7-single
| #   | Dalcím                        | Zeneszerző    | Producer      | Hossz |
| --- | ----------------------------- | ------------- | ------------- | ----- |
| A/1 | Sally Comes Around(Radio Mix) | Dieter Bohlen | Dieter Bohlen | 3:38  |
| B/1 | Cryin' A Little               | Dieter Bohlen | Dieter Bohlen | 3:35  |

## Videó
- Sally Comes Around Live

## Toplista
| Sally Comes Around        | Legjobb pozíció |
| ------------------------- | --------------- |
| Dél Afrikai Airplay Chart | 1               |
| Német Airplay             | 48              |
| Német Singles Sales       | 76              |